# Zoe McLellan
Zoe McLellan (La Jolla, 6 novembre 1974) è un'attrice statunitense.

## Biografia
Nata in California, debutta con un piccolo ruolo nel film Crimini immaginari del 1994, in seguito partecipa ai film Goodbye Mr. Holland ed Innocenza infranta. Colleziona diverse apparizioni televisive in serie TV come Due poliziotti a Palm Beach, I viaggiatori, Un detective in corsia, Dr. House - Medical Division e Star Trek: Voyager.
Nel 2000 recita nel film Dungeons & Dragons – Che il gioco abbia inizio, successivamente ottiene una certa popolarità grazie al ruolo del sergente Jennifer Coates nella serie JAG - Avvocati in divisa, ruolo che ricopre dal 2001 al 2005. In seguito ha interpretato Lisa George, moglie del protagonista nella serie Dirty Sexy Money.
Dal 2014 interpreta l'agente Meredith Brody in NCIS: New Orleans, secondo spin-off di JAG.
Nel 2017-18 interpreta l'avvocato della Casa Bianca, Kendra Daynes nella serie Tv Designated Survivor.

## Vita privata
McLellan ha sposato l'attore JP Gillain nel febbraio 2012 e ha dato alla luce un figlio, Sebastian, nel 2013. McLellan e Gillain si sono separati nel 2014 e divorziato nel 2016.  Dalla loro separazione è iniziata una lunga battaglia legale per l'affidamento del figlio.

## Filmografia

### Cinema
- Crimini immaginari (Imaginary Crimes), regia di Anthony Drazan (1994)
- Goodbye Mr. Holland (Mr. Holland's Opus), regia di Stephen Herek (1995)
- Innocenza infranta (Inventing the Abbotts), regia di Pat O'Connor (1997)
- Stonebrook, regia di Byron W. Thompson (1999)
- Stranger in My House, regia di Joe Cacaci (1999)
- Dungeons & Dragons - Che il gioco abbia inizio (Dungeons & Dragons), regia di Courtney Solomon (2000)
- Conversazioni con Dio, regia di Henry Czerny (2006)
- Person, Place or Thing, regia di Elle Martini - cortometraggio (2008)
- Reunion, regia di Alan Hruska (2009)
- Inside Out, regia di Jim O'Doherty - cortometraggio (2010)
- One Fall, regia di Marcus Dean Fuller (2011)
- Back to L.A., regia di Pablo Fernandez (2014)
- Complotto fatale (Gaslit), regia di Colin Edward Lawrence (2019)

### Televisione
- Sotto inchiesta (Under Suspicion) – serie TV, episodio Holy Suspect (1995)
- Medicine Ball – serie TV, episodio Wizard of Bras (1995)
- Un filo nel passato (Nowhere Man) – serie TV, episodio Forever Jung (1996)
- I viaggiatori (Sliders) – serie TV, episodio Doppio inganno (1996)
- Ransom - Donne in ostaggio (Home Invasion), regia di David Jackson - film TV (1997)
- Due poliziotti a Palm Beach (Silk Stalkings) – serie TV, episodio Pink Elephants (1997)
- La ragazza sbagliata (The Wrong Girl), regia di David Jackson - film TV (1999)
- Un detective in corsia (Diagnosis: Murder) – serie TV, episodio Legami di sangue (1999)
- Star Trek: Voyager – serie TV, episodi Il buon pastore e Strane presenze sul ponte dodici (2000)
- M.K.3, regia di Félix Enríquez Alcalá – film TV (2000)
- Invisible Man – serie TV, episodi Una scienziata idealista e Il sapere congelato (2000-2001)
- JAG - Avvocati in divisa (JAG) – serie TV, 63 episodi (2001-2005)
- First Monday – serie TV, episodio Showdown (2002)
- Bitter Sweet, regia di Del Bigtree – film TV (2005)
- Dirty Sexy Money – serie TV, 23 episodi (2007-2009)
- House Rules, regia di Daniel Minahan – film TV (2009)
- Luna di miele fatale (Deadly Honeymoon), regia di Paul Shapiro – film TV (2010)
- Dr. House - Medical Division (House, M.D.) – serie TV, episodio 6x21 (2010)
- Royal Pains – serie TV, episodio In vino veritas (2010)
- The Mentalist – serie TV, episodio Rosso bollente (2010)
- The Whole Truth – serie TV, episodio Liars (2010)
- NCIS - Unità anticrimine (NCIS) – serie TV, 3 episodi (2014-2016)
- NCIS: New Orleans – serie TV, 47 episodi (2014-2016)
- Perception – serie TV, episodio 3x11 (2015)
- Suits – serie TV, 4 episodi (2016-2017)
- Law & Order - Unità vittime speciali (Law & Order: Special Victims Unit) – serie TV, episodio Alla ricerca di Theo (2017)
- Designated Survivor – serie TV, 21 episodi (2017-2018)
- La reginetta del male (Mean Queen), regia di Philippe Gagnon – film TV (2018)

## Doppiatrici italiane
Nelle versioni in lingua italiana delle opere in cui ha recitato, Jennifer Crystal è stata doppiata da:
- Monica Ward in JAG - Avvocati in divisa, NCIS: New Orleans, Suits, Desnigated Survivor
- Sabrina Duranti in Dr. House - Medical Division
- Barbara De Bortoli in The Mentalist
- Laura Cosenza in Perception